# Lanca

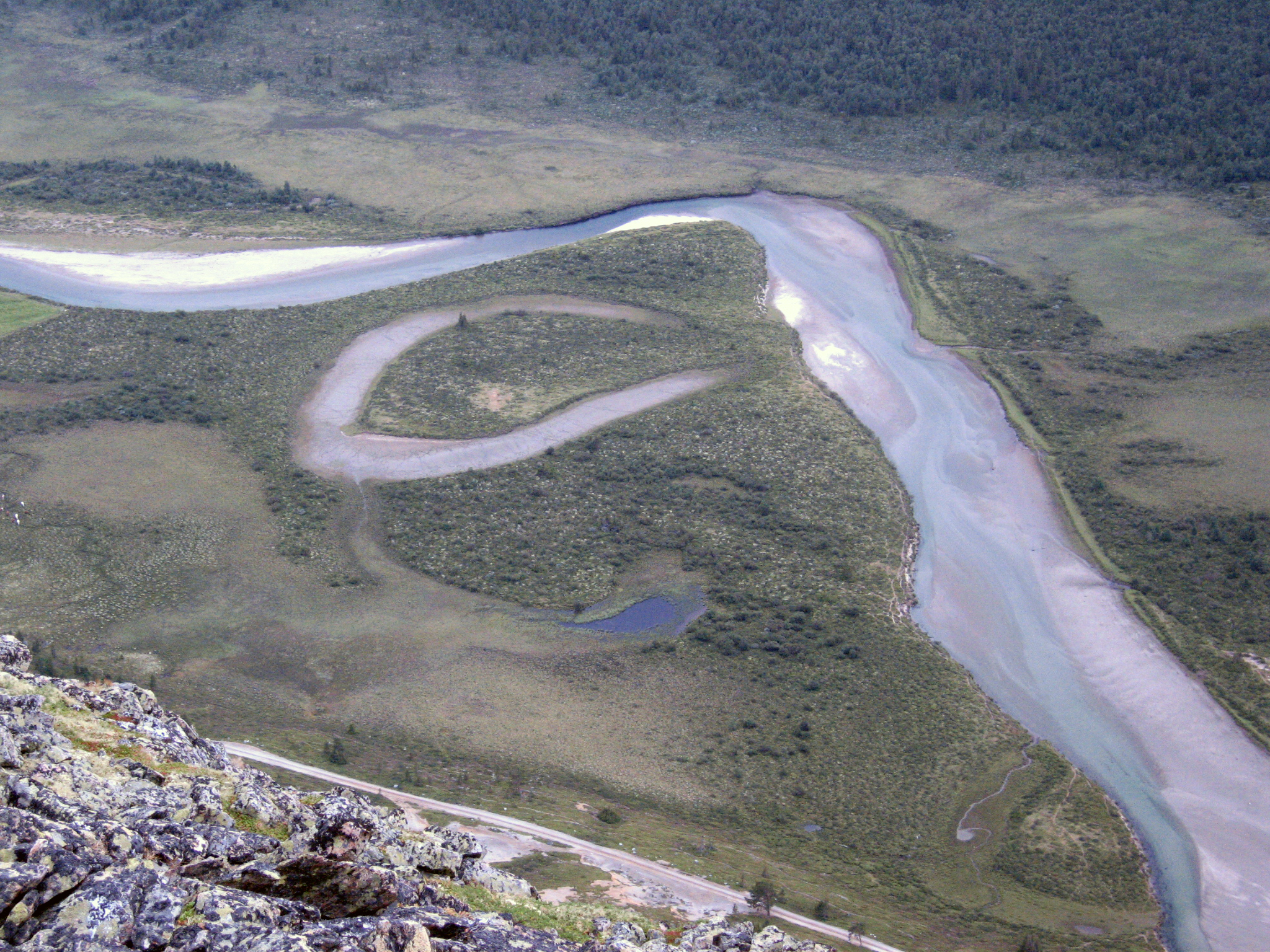
Meandro e lanca (Scandinavia)

Una lanca è un meandro del fiume abbandonato per la diversione del letto principale. La maggior parte delle volte si tratta quindi di un meandro morto, le cui acque sono stagnanti. Di solito sono a forma di mezzaluna. Le lanche sono presenti tipicamente nelle piane alluvionali con pendenza molto bassa e bassa velocità di corrente, in cui i corsi d'acqua tendono a divagare assumendo una configurazione meandriforme. Diversi esempi si riscontrano nei grandi fiumi della Pianura Padana e della Pianura Veneto-friulana, come il Po, il Ticino, l'Adda e il Tagliamento.
Le lanche costituiscono zone umide di notevole interesse, sede di una ricca avifauna, che trova rifugio nella folta vegetazione tipica di specchi d'acqua stagnanti. La fauna ittica è sovente molto sviluppata, anche se le lanche per la loro caratteristica di acque morte vanno spesso soggette ad episodi di anossia, con morie di massa degli organismi acquatici.

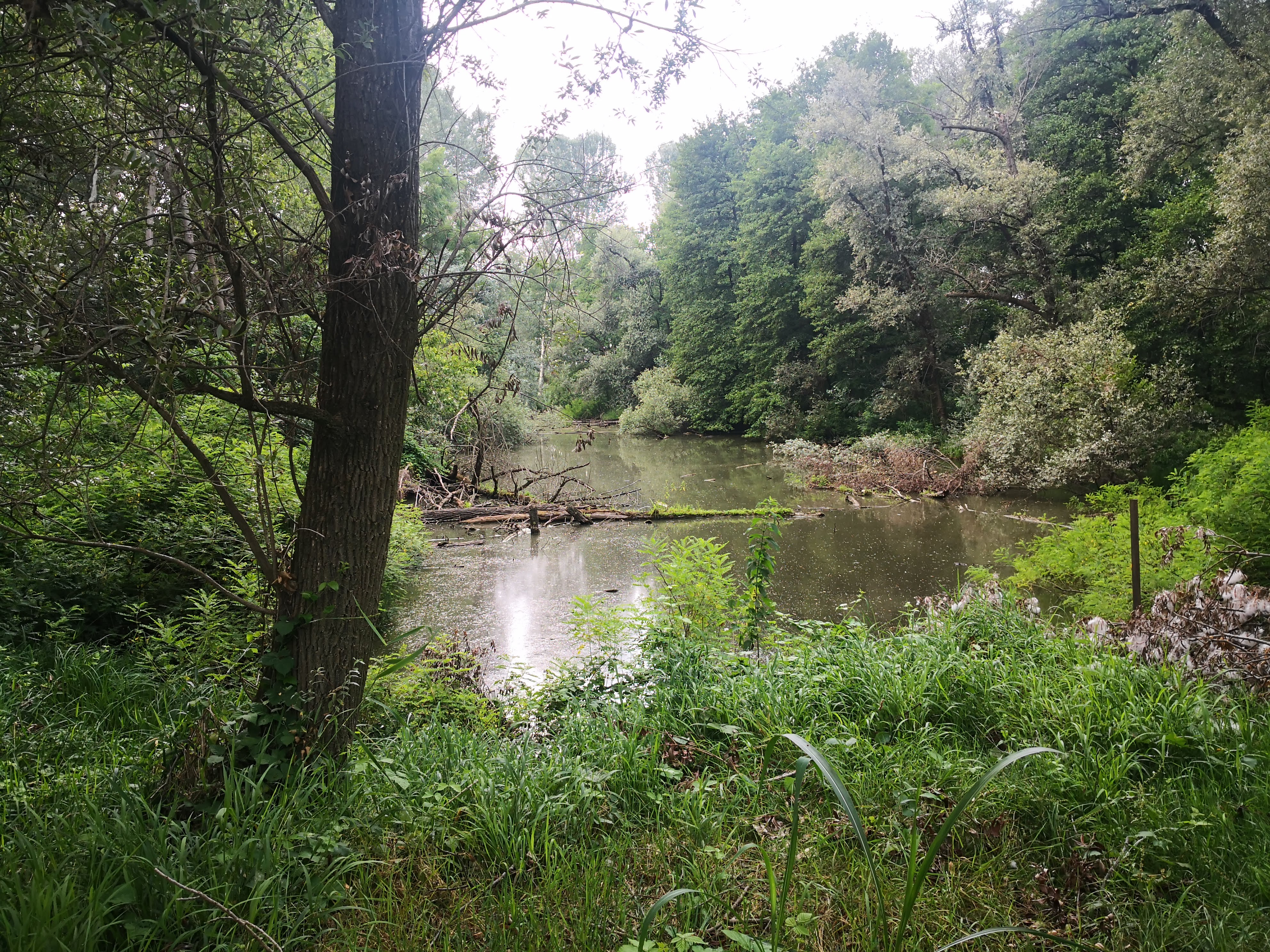
Una lanca del Po a Nord-Ovest di Carmagnola. Soprattutto in passato, i fiumi principali della Pianura Padana formavano ampie anse alcune delle quali, abbandonate dalla corrente, si trasformavano in lanche, ambienti umidi ricchi di vita dove, ancora oggi, il luccio (Esox lucius) tende i propri agguati ai piccoli pesci di cui si nutre (soprattutto Ciprinidi), rimanendo immobile e ben nascosto fra la vegetazione acquatica.

## Caratteristiche specifiche
Le lanche si caratterizzano geomorfologicamente per la loro lunghezza, la profondità, l'avanzamento del processo di interrimento, la distanza dal fiume che le ha generate, la loro superficie e le sue variazioni nel tempo. Altre caratteristiche differenziali sono la frequenza delle eventuali connessioni con il corso d'acqua, la larghezza di un eventuale canale di collegamento con lo stesso, la salinità, l'età, la fauna e la flora specifiche e il grado di artificializzazione o di naturalità del loro ambiente.

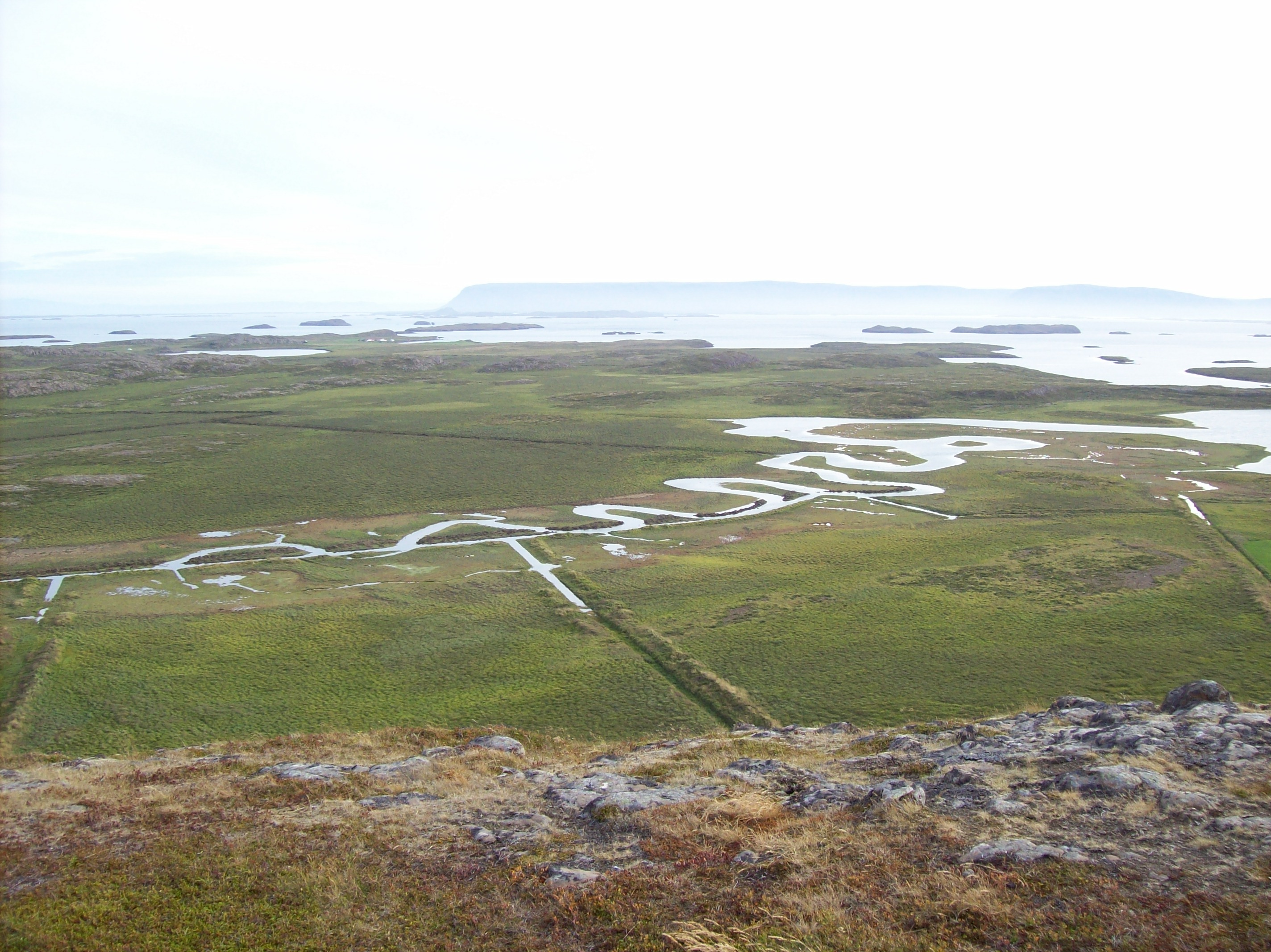
Corso d'acqua in Islanda, rettificato artificialmente per scopi di bonifica e irrigazione agricola.

## Lanche artificiali
Oltre che per la naturale evoluzione morfologica di un corso d'acqua le lanche possono anche essere originate dalla rettificazione artificiale dello stesso effettuata per migliorarne la navigabilità, o nel tentativo di ridurre gli effetti negativi delle sue piene. Notevoli esempi di questo tipo sono quelli riferiti alle modifiche dell'alto corso del fiume Reno effettuate nel XIX secolo.

## NellaDivina Commedia
Dante Alighieri nella Divina Commedia descrive la presenza di una lanca nel paesaggio dell'Inferno e del Purgatorio. Da lui è nominata col più aulico termine di lacca, mentre la parola lanca è derivata dalle lingue del nord Italia.
(Inferno, VII, vv. 16-18.)
(Purgatorio, VII, vv. 70-72.)